# Oligotoma saundersii
Oligotoma saundersii is een insectensoort uit de familie Oligotomidae, die tot de orde webspinners (Embioptera) behoort. De soort komt voor in diverse tropische en subtropische gebieden.
Oligotoma saundersii is voor het eerst wetenschappelijk beschreven door Westwood in 1837.